# Reboot (album)
Reboot – drugi album studyjny południowokoreańskiego boys bandu Treasure, który został wydany 28 lipca 2023 roku przez YG Entertainment i Columbia Records. Album składa się z 10 utworów i jest wspierany przez przedpremierowy singiel „Move” i główny singiel „Bona Bona”.
Fizyczna wersja albumu jest dostępna w dziewięciu wariantach: trzech wersjach Photobook, czterech wersjach Tag Album (Onyx, Gray, White i Red), digipack oraz KiT.

## Tło wydania
12 czerwca 2023 roku na oficjalnym kanale YouTube zespołu Treasure, założyciel YG Entertainment, Yang Hyun-suk, ogłosił projekt „reboot” dla grupy Treasure, który obejmował plany wydania drugiego albumu studyjnego oraz stworzenie pierwszej podgrupy Treasure o nazwie T5. Podgrupa T5 miała wziąć udział w promocji przedpremierowej przed wydaniem drugiego albumu studyjnego.
Członkowie T5: So Jung-hwan, Junkyu, Jihoon, Yoon Jae-hyuk i Doyoung zostali ujawnieni poprzez opublikowanie zdjęć koncepcyjnych opublikowanych w Internecie. 19 czerwca YG Entertainment ogłosiło, że T5 zadebiutuje z piosenką „Move” i ujawniło, że wideo z choreografią do tego utworu zostanie opublikowane 21 czerwca, tydzień przed oficjalnym debiutem T5, jako specjalna strategia promocyjna. 28 czerwca „Move” zostało wydane na platformach streamingowych, wraz z teledyskiem, tydzień po opublikowaniu wideo z choreografią.
4 lipca YG Entertainment potwierdziło w filmie zapowiadającym, że Treasure powróci w pełnym składzie ze swoim drugim albumem studyjnym, Reboot, 28 lipca. 17 lipca YG Entertainment opublikowało listę utworów z albumu Reboot, ujawniając 10 nowych piosenek, w tym przedpremierowy singiel T5 „Move” oraz „Bona Bona”, który został wybrany jako utwór tytułowy albumu. 26 lipca ukazał się pierwszy zwiastun teledysku do „Bona Bona”. Członek Haruto nie będzie uczestniczył w promocji albumu, ponieważ jego dziadek jest obecnie chory.

## Lista utworów
| CD  | CD                                       | CD | CD                                                                           | CD                                   | CD      |
| Nr  | Tytuł utworu                             | Tekst | Kompozycja                                                                   | Aranżacja                            | Długość |
| --- | ---------------------------------------- | --- | ---------------------------------------------------------------------------- | ------------------------------------ | ------- |
| 1.  | „Bona Bona”                              | Lee Chan-hyuk, Junkyu (Treasure), Choi Hyun-suk (Treasure), Yoshi (Treasure), Haruto (Treasure), Where the Noise, Jared Lee, Dan Whittenmore | Kang Uk-jin, Diggy, Dee.P, Jared Lee, Dan Whittemore, Where the Noise        | YG, Dee.P                            | 3:32    |
| 2.  | „I Want Your Love”                       | Junkyu, Choi Hyun-suk, Haruto, Ludwig Lindell (Caesar & Loui), Jared Lee                                                                     | Kang Uk-jin, Diggy, Dee.P, Ludwig Lindell (Caesar & Loui), Jared Lee, Junkyu | Dee.P, Kang Uk-jin, Diggy            | 3:08    |
| 3.  | „Run”                                    | Lil G, Sonny, Choice37, LP, Hae, Choi Hyun-suk, Yoshi, Haruto                                                                                | Choice37, LP, Hae, Sonny, Lil G, Choi Hyun-suk, Yoshi, Haruto                | Choice37, LP, Hae                    | 3:30    |
| 4.  | „Move” (T5)                              | Junkyu | Junkyu, Dee.P                                                                | YG, Dee.P                            | 3:28    |
| 5.  | „G.O.A.T” (Rap Unit), (z Lee Young-hyun) | Choi Hyun-suk, Yoshi, Haruto | Dee.P, Choi Hyun-suk, Yoshi, Haruto                                          | Dee.P                                | 3:02    |
| 6.  | „Stupid” (kor. 멍청이)                   | Yoshi, Choi Hyun-suk, Haruto | Yoshi, Kang Uk-jin                                                           | Kang Uk-jin                          | 3:00    |
| 7.  | „The Way To” (kor. 어른), (Vocal Unit)   | Rovin | Bekuh Boom, Dee.P, P.K, Rovin                                                | Dee.P, Rovin                         | 3:28    |
| 8.  | „Wonderland”                             | Lee Chan-hyuk, Choi Hyun-suk, Yoshi, Haruto, Junkyu                                                                                          | Lee Chan-hyuk, Kim Seung-ho, Kwon Myung-hwan, Dee.P, Junkyu                  | Dee.P, Kim Seung-ho, Kwon Myung-hwan | 2:58    |
| 9.  | „B.O.M.B”                                | Junkyu, P.K, Yoshi, Haruto | P.K, Junkyu, Noerio (The Hub), AFTRSHOK, Brian U (The Hub)                   | P.K                                  | 3:21    |
| 10. | „Lovesick” (kor. 병)                     | Asahi (Treasure), Haruto, Choi Hyun-suk, Yoshi                                                                                               | Asahi, Dee.P                                                                 | Dee.P                                | 3:24    |

## Notowania
| Lista                                 | Pozycja | Źr.    |
| ------------------------------------- | ------- | ------ |
| Japanese Albums (Oricon)              | 1       | [ 14 ] |
| Japanese Combined Albums (Oricon)     | 1       | [ 15 ] |
| Japanese Hot Albums (Billboard Japan) | 1       | [ 16 ] |
| South Korean Albums (Circle)          | 1       | [ 17 ] |

## Historia wydania
| Region            | Data          | Format                      | Wytwórnia     | Źr.    |
| ----------------- | ------------- | --------------------------- | ------------- | ------ |
| Świat             | 28 lipca 2023 | Digital download, streaming | YG / Columbia | [ 18 ] |
| Korea Południowa  | 28 lipca 2023 | CD, KiT Player              | YG / Columbia | [ 19 ] |
| Stany Zjednoczone | 28 lipca 2023 | CD                          | YG / Columbia | [ 20 ] |
| Japonia           | 28 lipca 2023 | CD                          | YG / Columbia | [ 21 ] |